# Jeanne Vigier
Jeanne Vigier, née le 11 mai 1901 au Buisson et morte le 7 décembre 1991 au Buisson-de-Cadouin, est une femme politique, résistante, militante communiste et syndicaliste  française. Elle est conseillère de la République élue en Dordogne de 1946 à 1948.

## Biographie

### Famille et études
Jeanne  Meyssonnier naît le 11 mai 1901 au Buisson en Dordogne. Ses parents, Jean-Pierre Meyssonnier et Marie Blanchez, sont cultivateurs. Elle est orpheline de père pendant la Première guerre mondiale puis est adoptée par la Nation en 1920.
Titulaire du certificat d'études, elle travaille comme cultivatrice. 
En 1922, elle se marie avec Clair Laval puis divorce d'avec celui-ci en 1926. Elle épouse Alphonse Vigier en février 1929. Elle n'a pas eu d'enfant.

### Carrière politique
Adhérente du Parti communiste depuis le début des années 1930, elle est secrétaire de la cellule locale du Buisson. Elle prend une part active à la Résistance pendant la Seconde Guerre mondiale en fondant notamment des comités de défense et d’action paysanne. Elle milite au sein de la Confédération générale de l'agriculture (CGA). En 1943, tout en menant des actes de résistance, elle œuvre pour le retour au Parti communiste du militant Lucien Dutard exclu de la cellule locale en 1938 pour avoir désapprouvé les procès de Moscou.
Aux printemps 1945, Jeanne Vigier est élue conseillère municipale du Buisson. Elle est candidate pour l'Union républicaine et résistante à l'Assemblée nationale constituante puis aux élections législatives du 10 novembre 1946.
Le 8 décembre 1946, au second tour des élections sénatoriales, elle est élue conseillère de la République. Elle fait partie des 21 femmes élues au Sénat sur les 315 sièges et donc des premières femmes sénatrices de l'histoire en France. Elle est la première sénatrice de la Dordogne. Le 7 novembre 1948, elle n'est pas réélue, échouant face à Marcel Breton, candidat de la liste du RGR.
En 1951, elle est candidate aux législatives du 17 juin et aux sénatoriales du 30 septembre, sans succès.
En 1972, elle crée, avec Lucien Dutard (alors maire de Boulazac), le journal communiste La Voix de Jacquou édité par la Fédération du Parti communiste de la Dordogne à Périgueux.

### Mort et hommage
Jeanne Vigier meurt au Buisson-de-Cadouin le 7 décembre 1991.
Une rue porte son nom à Boulazac Isle Manoire ainsi qu'à Prigonrieux en Dordogne.
Le 27 septembre 2020, à l'annonce de son élection comme sénatrice de la Dordogne, Marie-Claude Varaillas, qui se dit « fière d'être la première femme sénatrice de la Ve République en Dordogne », rend hommage à Jeanne Vigier, « qui a été elle aussi communiste » et exprime son « grand bonheur de pouvoir lui succéder ».

## Détail des fonctions et des mandats

### Mandat local
- 1945 - ? : Conseillère municipale du Buisson (Dordogne).

### Mandat parlementaire
- 8 décembre 1946 - 7 novembre 1948 : Conseillère de la République (Sénatrice de la Dordogne).